# Barbus gestetneri
Barbus gestetneri és una espècie de peix cipriniforme de la família dels ciprínids.

## Morfologia
Els mascles poden assolir els 24,9 cm de longitud total.

## Distribució geogràfica
Es troba a la República Democràtica del Congo.